# 布特维尔 (芒什省)
布特维尔（法語：Boutteville，法語發音：[butvil]）是法国芒什省的一个市镇，属于瑟堡区。

## 地理
布特维尔（49°23'21"N, 1°15'32"W）面积1.82 平方千米，位于法国诺曼底大区芒什省，该省份为法国西北部沿海省份，西、北、东北三面环大西洋，东起顺时针与卡爾瓦多斯省、奧恩省、马耶讷省和伊勒-维莱讷省接壤。
与布特维尔接壤的市镇（或旧市镇、城区）包括：蒂尔克维尔、布洛维尔、圣玛丽迪蒙、塞伯维尔。

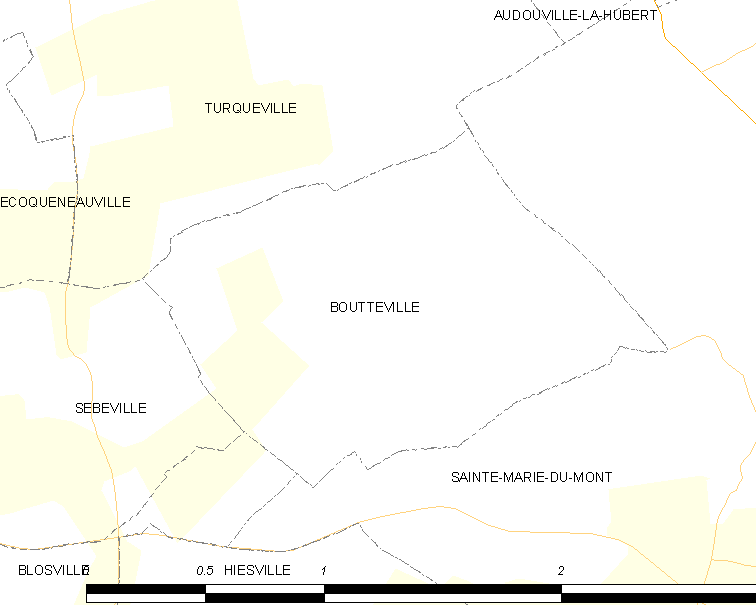
的OSM定位图

布特维尔的时区为UTC+01:00、UTC+02:00（夏令时）。

## 行政
布特维尔的邮政编码为50480，INSEE市镇编码为50070。

## 政治
布特维尔所属的省级选区为卡朗唐莱马赖县。

## 人口

1962-2008年间人口变化图示

布特维尔于2022年1月1日时的人口数量为59人。